# Кијевски метро
Кијевски метро (укр. Київський метрополітен) је систем брзог пријевоза у Кијеву у власништву Градског вијећа Кијева и којим управља Градско вијеће Кијева.
Кијевски метро је брзи ванулични, углавном подземни, транспортни систем Кијева. Постоје три линије, чија је оперативна дужина 69.648 km (43.277 mi), и управља 69,6 km (43,2 mi) рута, са 67,6 km (42,0 mi) које се користе за приходе и 2,048 km (1,273 mi) за неприходну услугу са 52 станице ѕа три подземне петље у центру града, лоцираних у десет округа Кијева. На 105,5 м (346 фт 1,5 ин) испод нивоа земље, станица Арсенална на Свјатошинско-Броварској линији је друга најдубља метро станица на свијету после станице Хонгјанкун у Чонгкингу.
Данас се систем састоји од три линије и 52 станице у центру града Кијева.
Кијевски метро је након отварања 6. новембра 1960. године као први брзи транзитни систем у Украјини и трећи у Совјетском Савезу, послије метроа у Москви и Санкт Петербургу и 14. метро у Европи.
Све линије су електрифициране константним напоном од 825 V, а на њима саобраћају електромоторни возови са 5 вагона у дужини од приближно 100 м. Метро је отворен за путнике сваког дана од 05:30 до 23:00.
Кијевски метро је првобитно отворен 6. новембра 1960. године као јединствена линија од 5,24 km (3,26 mi) са пет станица. У 2016. години, годишњи промет метроа износио је 484,56 милиона путника, или око 1,32 милиона путника дневно. Метро је чинио 46,7% терета јавног превоза Кијева у 2014. години.
Системом управља општинско предузеће „Кијевски метрополитен“ и подређено је Кијевска градска државна управа (оригинални назив на украјинском језику је Київська міська державна адміністрація, скраћено КМДА), створено 1990. године као правни сљедбеник предузећа подређеног Министарству унутрашњих послова. Ово предузеће запошљава скоро 8.000 радника, обухвата администрацију, 13 одјељења, посебно електро депо (Тч-1 „Дарница“, Тч-2 „Оболон“ и Тч-3 „Харковске“), фабрику за поправку вагона (ВРЗ) и друге пододсјеке. Главни приход компаније потиче од основне дјелатности — превоза путника, у виду директног плаћања путника и као накнада града за повлашћене категорије грађана, као и неосновних прихода — закупа простора, средства за оглашавање и субвенције из буџета града.
У совјетско вријеме метро је био посвећен Владимиру Лењину. За вријеме независности, на новим натписима престало је спомињање Лењина, а садашње ријечи „имена В. И. Лењина“ су уклоњене 1990-их). Године 1981. одликован је Орденом радне црвене заставе.
Четири станице прве фазе изградње („Вокзална“, „Универзитет“, „Хрешчатик“, „Арсенална“) признате су као споменици архитектуре локалног значаја, а још три станице („Дњепар“, „Либидска“, „Златна капија“) имају статус „новооткривеног објекта културног насљеђа“.
Аутори станице „Златна капија“ 1991. године добили су Државну награду Украјине за архитектуру.
Све станице кијевског метроа имају 4G покривеност мобилних оператера Vodafone Украјина,Kyivstar и lifecell.

## Почеци (1884-1920)
Прва идеја за подземну жељезницу појавила се 1884. године. Пројекат, који је директор Југозападних жељезница Дмитро Андријевски дао на анализу градском вијећу Града Кијева, односио се на изградњу тунела од жељезничке станице Кијев-Пасажирски. Очекивало се да ће тунел почети код Поштанског трга и завршити код Бесарабке. Ту је требало да се изгради нова жељезничка станица, док би стара жељезничка станица била преуређена у теретну. О пројекту се дуго расправљало, али га је градско вијеће на крају одбило.
Кијев је био пионирски град за царски руски брзи транзит, отварајући први руски трамвајски систем. У септембру 1916. године, привредници руско-америчке трговачке корпорације покушали су да прикупе средства за спонзорисање изградње метроа у Кијеву. Као разлог за његову изградњу, трговачка корпорација је написала сљедеће:
Развој у посљедње вријеме иде великом брзином, не само када је у питању раст становништва, већ и када је ријеч о развоју трговине и индустрије. Специфичности Кијева, а то су: удаљеност стамбених четврти од централног пословног округа, сулуда цијена станова у центру и квартовима, издужени и брдовити положај града, претежно комерцијална навика његових становника – све ти фактори доводе до тога да се поставља питање јефтиног, брзог и безбједног транспорта. Кијевски градски трамвај не може да одговори ни на једно питање. Недостаци трамваја су опште познати, а разлог за њихово појављивање је тај што у датим условима развој трамвајске мреже не може да иде у корак са градом који се брзо развија. Повећање возног парка на главним пругама може изазвати успоравање уличног кретања, док повећање брзине угрожава безбједност људи. Једини излаз из ситуације је прелазак са надземних трамваја на подземне, почев од главних улица.— The Russian-American trading corporation, Новине Кијевљанин, 24 Sep 1916 (O. С.)
И поред аргумената, градско вијеће поново није прихватило пројекат.
После пада царске владе, Хетман Скоропадски је такође био заинтересован за изградњу метроа, негдје у близини округа Звиринец, гдје је планирано да се изгради владин центар. Како је један од чланова његовог кабинета тврдио:
[...] [Инжењери] имају идеју да направе трамваје, али не оне [који се сада возе], - оне надземне, и [оне] у тунелима који се зову "метрополитен" [подземни]. Тло Звиринца и Кијева у цјелини, гдје ће се градити подземље, најбоље је за ову врсту градње. Под овим околностима, подземље је можда чак и боље постављено од [оног] у Паризу... Кијев се налази на брдима и гудурама које је створила сама природа, [па] подземље, избијајући са брда у јаругу, тада поново пролазећи кроз планину, пребациће све и свакога од Бесарабке у Демијевку, од Звиринца до Лукјановке, од Наберезне [авеје] или Проризне [улица] до Заднипровског Слободног.
Међутим, пројекат је изгубио подршку након пада Хетманије у јесен 1918. године и промјене украјинске владе ка Дирекцији. Затим, 1919–1920. године, током Руског грађанског рата (у који је била укључена Украјина), пројекат је заувјек одложен.
Послије побједе бољшевика у Руском грађанском рату, Кијев је постао само провинцијски град и нису изнијети никакви велики приједлози за побољшање града.

## Развој пројекта
Тек после скоро двадесет година поново су постали актуелни планови за изградњу метроа у Кијеву. Године 1934. главни град Украјинске ССР је премјештен из Харкова у Кијев. Дана 9. јула 1936. године Президијум Кијевског градског вијећа оцјенио је дипломски пројекат Папазова (Папазијана), јерменског дипломца Московског универзитета саобраћајног инжењерства, под називом „Пројекат кијевског метроа“. У записнику са састанка је наведено да је „аутор успјешно ријешио један од проблема реконструкције града Кијева и успостављања унутарградског превоза, а такође је одговорио на разна практична питања о плану метроа (путеви метроа, положај станица)." Инжењер Папазов (Папазијан) је за овај пројекат добио бонус од 1.000 совјетских рубаља од Града Кијева. Међутим, непознато је да ли су његови предлози узети у обзир у плану. Неколико дана раније, 5. јула, кијевске новине Билшовик су објавиле чланак у којем је представљен пројекат подземља, који су припремили инжењери Института за транспортне уређаје Академије наука Совјетске Социјалистичке Републике Украјине. Пројекат је обећавао бушење три линије метроа дуге око 50 км (31 миљу).
Почеле су да се шире гласине да ће ускоро почети изградња метроа. У почетку је Градско вијеће Кијева демантовало ове гласине, усред писама стручњака из сектора бушења и рударства који су нудили своје услуге. Али 1938. године званичници су започели припремне радове. Међутим, то је нагло престало 1941. године са почетком Другог свјетског рата. До краја рата град Кијев је уништен. Будући да је трећи по величини град у СССР-у, наређен је масивни процес реконструкције. Овог пута у обзир је узет и Метро.
Вратили су се пројекту изградње метроа у Кијеву 1944. године. Вијеће народних комесара СССР-а донело је 5. августа 1944. године резолуцију о изградњи метроа у пријестоници, према којој је надлежним институцијама наложено да почну извиђачке радове, израде технички пројекат и општи предрачун како би се доставити Влади пројектни задатак за изградњу кијевске метро линије на одобрење у 4. кварталу исте године метро. За финансирање овог почетног рада, Национални комесаријат за финансије СССР-а издвојио је милион совјетских рубаља из Резервног фонда владе СССР-а. Дана, 22. фебруара 1945. проглашена је друга резолуција којом је дефинитивно наложено да се изгради подземље.
Дана 14. априла 1949. године, по налогу Министарства комуникација, створен је „Кијевметробуд“ на чијем је челу био Пилип Кузмин. Да би одредили правац прве руте, стручњаци су анализирали интензитет саобраћаја становника Кијева како на централним путевима града, тако и на улицама удаљеним од центра. Ова анализа је била основа мапе путничких токова Кијева, која је указивала одакле и гдје треба да иде линија метроа и гдје тачно треба градити станице. Тек након тога започели су пројектни рад. Анализа је открила три погодна правца за изградњу подземља: Свјатошин–Бровари, Куренивка–Демијевка и Сирец–Печерск. Претходна два су изабрана за изградњу. Одлучено је да се први дио подземних отвора дуж ова два правца — дужине 30,4 km (18,9 mi) — изгради до 1950. године.

## Хронологија изградње Кијевског метроа
- 1949–1960 — Изградња кијевског метроа.
- 1960 — Подручје «Вокзальна», «Університет», «Хрещатик», «Арсенальна», «Дніпро» (5 метро станица)
- 1963 — Подручје «Вокзальна» — «Шулявська» (2 метро станице); други излаз на станици «Хрещатик»
- 1965 — Подручје «Дніпро» — «Дарниця» (3 метро станице), мост преко ријеке Дњепар, депо «Дарниця»
- 1968 — Подручје «Дарниця» — «Чернігівська» (1 метро станица)
- 1971 — Подручје «Шулявська» — «Святошин» (3 метро станице)
- 1976 — Подручје «Майдан Незалежності» — «Контрактова площа» (3 метро станица)
- 1979 — Подручје «Чернігівська» — «Лісова» (1 метро станица)
- 1980 — Подручје «Контрактова площа» — «Оболонь» (3 метро станице)
- 1981 — Подручје «Майдан Незалежності» — «Олімпійська» (2 метро станица)
- 1982 — Подручје «Оболонь» — «Героїв Дніпра» (2 метро станице)
- 1984 — Подручје «Олімпійська» — «Либідська» (2 метро станице)
- 1985 — Постројење за поправку возних средстава ОМ-2
- 1986 — Други прелаз «Хрещатик» — «Майдан Незалежності»
- 1986 — Реконструкција колосечног крака станице «Дарниця»
- 1987 — Други излаз на метро станицу «Гідропарк»
- 1987 — Подручје «Університет» — «Театральна» — «Хрещатик» (1 метро станица)
- 1988 — Депо «Оболонь»
- 1989 — Подручје «Золоті ворота» — «Кловська» (3 метро станице)
- 1991 — Подручје «Кловська» — «Видубичі» (2 метро станице), мост преко ријеке Дњепар
- 1992 — Подручје «Видубичі» — «Осокорки»(2 метро станице)
- 1994 — Подручје «Осокорки» — «Харківська» (2 метро станице)
- 1996 — Подручје «Золоті ворота» — «Лук'янівська» (1 метро станица)
- 1997 — Метро станица «Печерська» (1 метро станица)
- 2000 — Подручје «Лук'янівська» — «Дорогожичі» (1 метро станица)
- 2003 — Подручје «Святошин» — «Академмістечко» (2 метро станице)
- 2004 — Подручје «Дорогожичі» — «Сирець» (1 метро станице)
- 2005 — Подручје «Харківська» — «Бориспільська» (1 метро станица), други излаз укључен на метро станицу «Лісова»
- 2006 — Метро станица «Вирлиця» (1 метро станица),  други излаз на метро станицу «Дарниця»
- 2008 — Подручје «Бориспільська» — «Червоний хутір» (1 метро станица), депо «Червоний хутір»
- 2010 — Подручје «Либідська» — «Васильківська» (3 метро станице)
- 2011 — Подручје «Васильківська» — «Виставковий центр» (1 метро станица)
- 2012 — Подручје «Виставковий центр» — «Іподром» (1 метро станица)[15] Саобраћај између станица се одвија на једном колосеку по шатл шеми.
- 2013 — Подручје «Іподром» — «Теремки» (1 метро станица)

#### У плану је да се гради
- 2024 — Подручје «Сирець» — «Варшавська» (2 метро станице)

### Прва фаза изградње Кијевског метроа
Изградња прве линије (М1) Кијевског метроа почела је августа 1949. године. Првобитни план имао је седам станица, а конкурс за израду пројеката станица расписан је 1952. године. Конкурсна комисија је жељела да свих седам станица има стаљинистички стил: богато украшене и украшене комунистичким симболима и националним (украјинским) мотивима. Међутим, конкурс је отказан, дијелом због укидања двије најзападније станице, а дијелом због Хрушчовске одмрзавања, због чега је стаљинистички стил постао неприкладан.
Бушење тунела се често сусреће са неочекиваним потешкоћама—као што су неочекивани терени за бушење и подземни извори воде—што узрокује да изградња озбиљно касни. У љето 1949. године Метробуд је поставио прве шахтове. У децембру 1951. године направљена је прва веза између одвојених тунела између станица Дњепар и Арсенална, док је посљедња направљена између Вокзална и Универзитет, маја 1959. године.
Приликом изградње подземља појавиле су се разне потешкоће. На примјер, станица Арсенална је била константно плављена подземним водама упркос изузетној дубини, која је првобитно била замишљена да спријечи поплаве. Штавише, пројекат је стао 1954. године када су средства додјељена развоју неискоришћеног земљишта погодног за пољопривреду. Изградња средњег вестибула станице „Арсенална“ била је тежак задатак за метроградитеље. Ипак, изградња је напредовала.
Почетком 1958. године расписан је конкурс за најбоље рјешење метро станица. Основана је комисија која анализира пристигле радове, коју чине активисти, стручњаци за инжењеринг и архитектуру из Украјинске ССР и СССР, вајари, умјетници, писци и руководиоци организација Главтунелстрој, Метрогипротранс и Кијевметробуд. У јулу те године је организована изложба од 80 радова. Пет најбољих пројеката коришћено је за првих пет станица кијевског метроа: Вокзална, Универзитет, Хрешчатик, Арсенална и Дњепар.
Током ове изградње изливено је 660.400 тоне м3 бетона, а 7.300 m² гранита и мермера утрошено је за украшавање станица.
Дана, 22. октобра 1960. године пробну вожњу су извршили Алексеј Семагин, машиновођа московског метроа, и Иван Виноградов, бивши оператер воза са централне жељезничке станице Кијев-Пасажирски. Семагин је возио, а Виноградов је био помоћник.
Дана 6. новембра 1960. године, на годишњицу Октобарске револуције, отворена је пет станица, 5,24 km (3,26 mi) Вокзална–Дњепарски дио линије исток-запад (данас позната као Свјатошинско-Броварска линија). Тог дана мотористи су промјенили своја мјеста и тако је Иван Винограгов сада проглашен првим мотористом Кијевског метроа.
- Метро станица Вокзаљна
- Метро станица Универзитет
- Метро станица Хрешчат
- Метро станица Арсенаљна
- Метро станица Дњепро

### Отварање Кијевског метроа и реакције јавности
Подземље није било доступно јавности истог дана када је линија проглашена отвореном. Током прве седмице су се морале показати посебне пропуснице за вожњу новоотвореном линијом. Права јавна служба почела је тек 13. новембра 1960. године. У то вријеме станице нису имале окретнице; карте су показиване инспектору.
Одмах након отварања Кијевског метроа, потреба за депоом за возове постала је проблем. Није било могуће изградити стални депо на земљи јер су станице биле дубоко под земљом. Ипак, стварање подземног депоа било је скупо. Најпре је то рјешено стварањем привременог депоа поред станице Дњепар, гдје је у то вријеме било сједиште Кијевметробуда. Изграђени су и магацини како би се по потреби могли заменити неопходни артикли. Нажалост, овај привремени депо није био повезан са главном подземном линијом. За премјештање возова до депоа коришћена је мостна дизалица.
Истовремено се појавио још један логистички проблем: није било везе између подземне и жељезнице. У то вријеме, линију метроа су опслуживали подземни возови типа Д (производња Метровагонмаш). Да би их испоручили у метро, возови су морали бити смјештени у специјални вагон на жељезничкој станици Дарница. Потом је вагон транспортован трамвајима (преко сада непостојеће трамвајске пруге дуж реке Дњепар) до привременог депоа, гдје су возови потом подигнути на жељезничку окретницу. Пошто је поступак био неугодан и заморан, већина возова је преко ноћи одмарала у тунелима и стигла у депо само да би били провјерени да ли им треба поправке и да би их поправили.

### Продужење прве линије Кијевског метроа
Друга фаза изградње прве линије је почела 1960. године и завршена је 5. новембра 1963. године отварањем дионице дужине 3,4 km (2,1 mi) са двије станице: Политехнички институт и Завод Билшовик (сада Шуљав).
Од 1964. године нови подземни возови и вагони типа Е почели су да се испоручују кијевском метроу. Године 1965. године линија је прешла ријеку Дњепар на новоизграђеним Кијевским метро мостом и Русанивским Метрополитенским мостом и проширена је на велика стамбена насеља која су се градила дуж источне обале ријеке. Као и станица Дњепар, станице Хидропарк, Ливобережна и Дарница изграђене су на терену. Поред тога, да би се рјешило питање привременог депоа, изграђено је стални депо (Дарница Метро Депо) између станица Ливобережна и Дарница; што је најважније, имао је приступ жељезничкој станици Кијев-Дњепровски. Нови возови су сада могли лако да се одмах транспортују у депо, који би, имајући везу са метро линијом, такође лако могао да прими возове.
Неколико побољшања направљено је на старим станицама. Пошто је станица Хрешчатик отворена само са једним излазом, изграђен је други и отворен 4. септембра 1965. године. Трећи излаз је завршен у мају 1970. године. Током модернизације, станица је продужена за 40 метара.
- Метро станица Политехничниј институт (1963)
- Метро станица Шуљвскја (1963)
- Метро станица Кијевски Метро мост (1965)
- Метро станица Хидропарк (1965)
- Метро станица Русанивскиј метромостметромист (1965)
- Метро станица Левобережна (1965)
- Метро станица Дарницја (1965)
- Други излаз са метро станице Хрешчатик (1965)

Даље проширење прве линије ка истоку извршено је 1968. године, када је отворена Комсомолска станица (данас Ченихивска) и још један објекат у коме су возови могли да се ремонтују.
Када је откривено да подземни возови лењинградског метроа типа Е нису погодни за врата перона нових станица у изградњи, испоручени су у Кијев 1969. године; у међувремену, кијевски старији возови типа Д, који нису имали никаквих проблема са овим новим станицама, превезени су у Лењинград.
Године 1970. сваком возу је додат додатни вагон, укупно четири. Пета је додата двије године касније. Од 1972. године број вагона је остао константан (од 4. јула 2017. године).
Дана 5. новембра 1971. године, тадашњи најзападнији квартови Кијева били су повезани са подземном жељезницом. Отворене су три нове станице: Жовтнева (сада Берестејска), Нивки и Свјатошино (сада са уклоњеним „о“). Тако је метро проширено на 14 станица и дужину од 18,2 km (11,3 mi).
Године 23. августа 1972. милијардити путник кијевског метроа ушао је у станицу Арсенална. Раднику фабрике „Арсенал“ је том приликом уручена годишња улазница у Кијевски метро.
Коначно, у периоду 1973–1974. године, извршена је још једна модернизација метроа, трећа до возног парка. Нови подземни возови типа Ем из лењинградске жељезничке зграде испоручени су у Кијев.
Даља проширења на овој линији догодила су се 1978. године (са станицом Пионерска, сада Лисова) и 2003. године (са станицама Житомирска и Академмистечко).
- Метро станица «Чернігівська» (1968)
- Метро станицаТретій вихід зі станції «Хрещатик» (1970)
- Метро станица «Берестейська» (1971)
- Метро станица Гаванський шляхопровід (1971)
- Метро станица Нивки (1971)

### Друга линија Кијевског метроа
Изградња друге линије (М2) почела је 1971. године. Линија је постала позната као „Куренивско-Червоноармијска“; међутим, назив није у потпуности одговарао стварној траси, пошто не пролази преко Курењивке. Средином 1960. године, када су прављени планови за пругу, очекивало се да ће изградња ићи ка Курењивки и Приорки, повезујући станицу Заводска (уместо данашње Тарасе Шевченке), Петропавловску станицу код Курењивског парка и станицу Трг Шевченка испод трга. Међутим, како је донијета одлука о стварању стамбеног округа Оболон, ови планови су се промијенили.
Нова линија је изграђена на отвореном и њене станице нису изграђене дубоко под земљом. Због тога су у насељу Подил срушени историјски објекти. Током изградње, археолози су открили кућу од 600–700 m² (6.500–7.500 квадратних стопа) која потиче из Кијевске Русије (879–1240) испод Црвеног трга (сада Контрактова трга). Ово откриће је помогло историчарима да разумију живот становника Подоља у средњем вијеку на много дубљим размјерама. Ова археолошка истраживања била су један од разлога због којих је подземна изградња обустављена, због чега је мали део од 2,32 км (1,44 миље) отворен тек 17. децембра 1976. године. Садржао је три станице: Калининин трг (касније преименован у Плошча жутњевој револуцији (освјетљено, 'Трг Октобарске револуције') 17. октобра 1977. године. за предстојећу 60. годишњицу Октобарске револуције; сада Мајдан Незалежности, Поштански трг и Црвени трг. Поред тога, постојао је објекат за поправку у близини Црвеног трга и прелазни коридор до старије (М1) линије, одвојен за возове и путнике. Овај коридор је омогућио размену возних средстава, и што је још важније, омогућио је возовима на новој линији да приступе депоу Дарница све док се нови није појавио 1988. године.
- Метро станица «Майдан Незалежності» (1976)
- Прелазак покретним степеницама на Метро станицу «Хрещатик» (1976)
- Метро станица «Поштова площа» (1976)
- Метро станица «Контрактова площа» (1976)

Истовремено, проширење прве линије је направљено према истоку. Године 1978. отворена је станица Пионерска, што је можда био сљедећи корак ка реализацији пројеката Стаљиновог времена (планирано је да се линија продужи до Бровара, сателитског града Кијева). Ипак, изградња на првој линији је стала, а од 4. јула 2017. године још није било планова да се пруга продужи на исток иза станице Лисова, па су радови на изградњи пребачени на другу линију.
Друга линија — која је постала позната као Куреновско-Червоноармијска линија (данас Оболонско-Теремкивска линија) — наставила је да се шири. 19. децембра 1980. године отворене су три нове станице — Тараса Шевченка, Петривка (сада станица Почајна) и Проспект Корничука (сада станица Оболон) — на сјеверном делу пруге. После још двије године, станице Минска и Хероив Дњепра су додате другој линији, на 55. годишњицу Октобарске револуције. Ово је тада највећи стамбени округ Кијева повезао са брзом транзитном мрежом.
Изградња није стала на јужном крају пруге. Трг Лѕва Толстоја и Републикански Стадион (сада Олимпијска станица) отворени су 19. децембра 1981. године, након чега су изграђене Червоноармииска (сада Палатс „Украјина“ станица) и Џерчинска (сада Либидска станица) 30. децембра 1984. године југозападно од новоотвореног терминала, али га је убрзо прекинула несрећа док су радници бушили тежак терен испод ријеке Либид. Даљи рад је настављен тек 21 годину касније, у љето 2005. године.
- Метро станица «Лісова» (1979)
- Метро станица «Тараса Шевченка» (1980)
- Метро станица «Почайна» (1980)
- Метро станица «Оболонь» (1980)
- Метро станица «Площа Українських Героїв» (1981)
- Метро станица «Олімпійська» (1981)
- Метро станица «Мінська» (1982)
- Метро станица «Героїв Дніпра» (1982)
- Метро станица Палац «Україна» (1984)
- Метро станица «Либідська» (1984)

### Развој инфраструктуре
Године 1980., док је изградња пруге М2 била на врхунцу, почео је да се користи нови возни парк „Метровагонмаша“ (81-717/714). Почевши од средине 1980-их, почела је изградња инфраструктуре Кијевског метроа. 
Године 1985. изграђено је ново постројење за ремонт возова, прво названо ОМ-2. ОМ је 3. децембра 1986. пуштен у рад. Поред тога, када се показало да коридор између Трга Октобарске револуције и Хрешчатика није у стању да се носи са протоком путника, изграђен је други коридор (неформално назван „дугачки“) који је отворен 3. децембра 1986. године. Исте године извршена је реконструкција колосечног огранка метро станице „Дарницја“, која има сложен колосечни развој и три колосека, од којих су два путничка, а један је намјењен за пријем возних средстава из електродепоа „Дарницја“ (ТЧ-1) и њени заостаци.
Дана, 6. новембра 1987. године отворена је трансфер станица Свјатошинско-Броварске пруге специјално за трећу линију у изградњи - метро станицу Театрална. Станица је уграђена у радну линију на новој деоници између метро станице Хрешчатик и метро станице Универзитет. Осим тунела метро станице Универзитет — метро станица Хрешчатик, почела је изградња станице и приступних тунела. У завршној фази изградње, нови чвор је прикључен на радну линију. Истовремено, пола године, од 31. марта до 1. октобра 1987. године, линија је била поцјепана на пола – ниједан воз није саобраћао између метро станице „Хрешчатик и метро станице „Универзитетске. Возови су саобраћали од „Пионерске” до „Хрешчатика” на једној страни, а од „Вокзалне” до „Свјатошина” на другој страни. Између станица „Вокзална“ и „Универзитет“ саобраћала су два шатл воза. Транспортне везе уместо затворене деонице метроа замењене су копненим превозом: привремене трасе тролејбуса бр. 32 „Лавра — железничка станица“, аутобуса бр. 73 „Европска плоча — железничка станица“ и улица Пушкинска бр. отворена је станица „Политехнички институт“. Сама метростаница је отворена нешто више од мјесец дана након обнављања саобраћаја, прилагођавајући отварање 70. годишњици Октобарске револуције. Стари тунели, дужине по више од 300 м, који су у будућности дјелимично усјечени сводом станице „Золота ворота“, постоје до данас и у очуваном су стању. Доступни су кроз сервисне пролазе ради превентивног прегледа..
Дана, 30. децембра 1987. године изграђен је други (источни) излаз из станице „Хидропарк“ који је отворен тек у љето наредне године.
Коначно, 19. марта 1988. створено је нови елетродепо (назван „Оболонь Депо“) (ТЧ-2) за опслуживање линије М2.
- Метро станица „Театральна“ (1987)
- Депо „Оболонь» (ТЧ-2) (1988)
- Други („дугачки“) прелаз између метро станица „Хрешчатик“ и „Мајдан Незалежности“ (1986)

### Трећа линија
Године 1981. почела је изградња треће линије кијевског метроа, али је тек 31. децембра 1989. почела је са радом прва етапа Сиречко-печерске метро линије дужине 2,1 км, која је укључивала метро станице „Золоти Ворота“ (узгред речено, у совјетско вријеме, градитељи који су украшавали станицу метроа „Золоти Ворота“, поставили су натпис „Слава Украјини“ браон емајлом, тако да је био једва видљив, јер совјетске власти нису одобравале пропаганду независности Украјина), „Палату спорта“ и „Мечникова“ (сада „Кловска“), која се налази у центру града. Прве двије станице постале су трансфер станице до метро станица „Лењинска” и „Трг Лава Толстоја”, а са слијепе тачке станице метро станице „Мечникова” изграђен је нови прикључни крак, који је имао излазе на обје друге линије. То је омогућило да возови из депоа „Оболоњ” саобраћају на зеленој прузи до изградње сопственог. Осим тога, до 30. априла 1990. путници су улазили и излазили на метро станицу „Золоти Ворота“ само преко метро станице „Лењинска“. Тек 1. маја 1990. године отворен је сопствени излаз на Володимирску улицу. Ове метро станице, којих је у то време било само 31, биле су посљедње отворене под СССР-ом (мето станице „Пријатељство народа“ (сада „Звиринетска“) и метро станица „Видубичи“ изграђене су под СССР-ом, али су отворене пет дана након његовог распада).
Годину дана касније, 30. децембра 1992. године, отворена је следећа деоница треће линије - левообалне станице „Славутич” и „Осокорки”, до којих пруга иде преко Јужног моста. Претходно је, према пројекту, требало да буде покривена цела деоница пруге дуж Јужног моста, али је током изградње постало јасно да алуминијумска конструкција неће заштитити вагоне од кише и снега, јер је отворена од стране, па је градња обустављена и трећина распона моста до данас и нема кров. Поред тога, изграђен је пункт за одржавање на кружном току „Осокоркив“, а изграђена је и дионица за метро станицу „Теличка“ на потезу између метро станице „Видубичи“ и моста. Посебно су изграђене платформе и излаз кроз вентилациони шахт, па се овај објекат може користити за евакуацију у случају нужде.
- Метро станица «Золоті ворота» (1989)
- Метро станица «Палац спорту» (1989)
- Метро станица «Кловська» (1989)
- Метро станица «Дружби народів» (1991)
- Метро станица «Видубичі» (1991)
- Метро станица «Південний міст» (1992 — за метро)
- Метро станица «Славутич» (1992)
- Метро станица «Осокорки» (1992)

Први догађај повезан са изградњом треће линије (М3) било је стварање новог тунела на линији М1 између метро станица Вокзална и Хрешчатик. У њеној средини требало је да настане нова метро станица, Лењинска, посебно пројектована као трансфер чвориште будуће линије М3. Када је нови тунел био спреман за повезивање са остатком пруге, саобраћај у старом тунелу М1 између метро станице Вокзалне и Хрешчатика је прекинут од 31. марта до 1. октобра 1987. За то вријеме, два шатла воза превозила су путнике од метро станице Вокзалне до метро станице Универзитетске, а затворен је тунел између метро станица Универзитетске и Хрешчатика. За управљање путницима створене су додатне привремене линије аутобуса и тролејбуса. Сама метро станица Лењинска је свечано отворена на 70. годишњицу Октобарске револуције, 6. новембра 1987. године. Та станица је сада позната као метро станица Театрална.
Старији тунели, сваки преко 300 м (980 стопа), дјелимично пресјечени плафоном метро станице Золоти Ворота, још увек постоје и сада су доступни само за одржавање од стране особља.
Изградња треће линије (названа Сиречко-печерска линија, осовина сјеверозапад-југоисток) почела је са радом 1981. године. Почетни сегмент од 2,1 km (1,3 mi) завршен је 31. децембра 1989. године и садржао је три метро станице: Золоти Ворота, Палатс Спорту и Мечникова (сада Кловска). Прве двије метро станице су била чворишта за пренос на друге линије; трећи је био почетак техничког тунела између линија М2 и М3, који је омогућио возовима са пруге М3 да користе депо Оболон на линији М2. До 30. априла 1990. године излаз из станице Золоти Ворота (тадашњи сјеверни терминал М3) био је могућ само преко метро станице Лењинска. Излаз из метро станице Золоте Ворота на Володимирску улицу отворен је тек 1. маја 1990. године.
Дакле, укупно 31 станица и 34,6 km (21,5 mi) путничких тунела изграђено је током прве 31 године система метроа у Украјинској ССР.
- Метро станица «Позняки» (1994)
- Метро станица «Харківська» (1994)
- Метро станица «Лук'янівська» (1996)
- Метро станица «Печерська» (1997)
- Метро станица «Дорогожичі» (2000)

#### Период након проглашења независности
Упркос озбиљним економским проблемима у зору украјинске независности, замах изградње кијевског метроа није изгубљен. Дана, 30. децембра 1991. године отворене су станице Дружби Народив и Видубичи (станица Печерска је отворена шест година касније, 27. децембра 1997. године, пошто је њена изградња морала бити замрзнута због хидротехничких проблема). Године 1992. пруга је прешла ријеку Дњепар до станица Славутич и Осокорки преко Јужног моста. У почетку је овај мост (који је био отворен са стране) требало да буде покривен алуминијумском конструкцијом, али се показало да је то неефикасна заштита од сњега и кише.
Док је била у току изградња сегмента моста, у изградњи је била и станица Теличка. Међутим, због затварања фабрика у околном тешко индустријализованом подручју, градилиште станице је напуштено. Оно што је сада од ње остало је платформа и вентилациони шахт, тако да се станица може користити у хитним случајевима (нпр. пожар или квар воза).
Двије године касније (28. децембра 1994. године), линија М3 је додатно продужена ка истоку, када су јавности откривене станице Позниаки и Харковска. Станица Позниаки је била прва подземна станица на три спрата у Кијеву; доњи спрат је служио за подземље, док су средњи и горњи спрат користили мале пијачне тезге. Ова структура је касније омогућила станици да лако постане трансфер чвориште за предстојећу Ливобережну линију (М5) тако што је заменила тезге просторима за трансфер путника. Отварање ових станица било је кључно за брзо развијање стамбених округа Позњаки и Харковски.
Средином 1990-их година почела је изградња сјеверозападног проширења до старијег округа Сирец, при чему је прво проширење направљено 30. децембра 1996. године. Тада је станица Лукианивска постала нови крај линије. Изграђена је и станица Лавивска Брама (између Золоти Ворота и Лукианивска), али је њена изградња заустављена 1997. године због недостатка новца и неслагања о томе како треба реконструисати Лавовски трг.
Дана, 30. марта 2000. године отворена је сљедећа станица на прузи, Дорохожичи. Друга станица, станица Хертсена (која се налази између станица Лукианивска и Дорохожичи), такође је била планирана — чак и потенцијално у почетној изградњи — али је на крају напуштена. Ни тренутна званична шема (види доле) нити ранија не указују на ову станицу.
Четири године касније, 14. октобра 2004. године, линија М3 је даље продужена ка сјеверозападу, завршавајући на станици Сиретс (која је још увек тренутна крајња станица линије).
У исто време, радови су обављени на југоисточном дијелу пруге, при чему је станица Бориспилска отворена 23. августа 2005. године и Вирлица отворена 7. марта 2006. година. У почетку је Вирлица била само излаз у случају нужде, а станица није била планирано за изградњу. Међутим, Градско веће је касније, у новембру 2005. године, одлучило да се излаз преуреди у пуну станицу, због чега ова станица има бочне пероне.
Дана, 23. августа 2007. отворено је треће и најновије депо у Кијевском метроу — Харковско депо.
У септембру 2005. године почела је изградња станице Червоњи Хуцир, посљедње станице на линији М3. У априлу 2007. године, градоначелник Кијева Леонид Черновецки, страхујући да ће станица имати мало путника, тврдио је да ће станица бити подложна конзервацији , јер се „животиње не возе подземном“ (мислио је да је станица била налази се у близини шуме, без много зграда у близини, тако да није било људи који би користили станицу). Ипак, радови су настављени и, након неколико мјесеци одлагања, станица је отворена 23. маја 2008. године за прославу Дана Кијева. Тајминг се поклопио са предстојећим изборима за градоначелника 25. маја 2008. године. Ова станица је имала други најнижи број путника у кијевском метроу од 2017. године.

#### Најновији период (1991–2013. године)
До 2000-их година, линија М1 завршавала се на станици Свјатошин (преименованој 1993. године из станице Свјатошино) на западном крају. Међутим, нови станови су се појавили од 1971. године, углавном у Биличију и западном Свјатошину, што је створило потребу за продужењем линије до стамбених објеката.
Изградња завршне дионице данашње линије М1 у дужини од 3,3 км (2,1 миље) почела је у јесен 2000. године. Изграђене су станице Житомирска и Академмистечко, са кашњењима због нередовног финансирања. Авенија Перемохи је била делимично затворена од 14. јануара 2001. године до 25. децембра 2002. године да би се изградили тунели испод улице. Ово последње проширење линије М1 отворено је 24. маја 2003. године.
Изградња југозападног сегмента пруге М2 поново је почела у љето 2005. године, 21 годину након несреће на ријеци Либид. Тежак терен је довео до заостајања у раду, дјелом због несрећа (као што је она у јануару 2006. током изградње станице Демиивска). Дана, 15. децембра 2010. године отворене су станице Демиивска, Холосиивска и Василкивска.
50. станица, Виставковии Центар, откривена је годину дана касније, 27. децембра 2011. године. Иподром је следио тај пример 25. октобра 2012. Првобитно је планирано да Иподром буде отворен заједно са станицом Теремки у новембру 2012. године, али због недостатка финансирања и заостајања за распоредом до тада је отворен само Иподром (пре рока, дијелом захваљујући прерасподели средстава, а дијелом због парламентарних избора 2012. заказаних за 28. октобар). Дионица Иподром–Теремки чекала би на средства за подземну изградњу до 2013. године. Пошто тамо није било могућности окретања за возове, шатл воз је возио између станица Виставковии Тсентр и Иподром све док станица Теремки није отворена 6. новембра 2013. године, у знак сећања на 70. годишњицу од Ослобођење Кијева. Од 2024. године ово је било последње проширење или отварање било ког подземног објекта (не узимајући у обзир отварање другог излаза из станице Осокорки, који је изграђен заједно са станицом, али отворен тек 2014. године).

#### Период након након Руске инвазије на Украјину (2022. године)
Током руске инвазије 24. фебруара 2022. године, редовни саобраћај у метроу је обустављен. Усвојен је скраћени распоред са ограниченим услугама које раде између 8 и 19 часа током дана. Све подземне станице (47 од укупно 52) остале су отворене 24 часа дневно како би функционисале као склоништа за бомбе.
Након ракетних напада ваздушних напада, метро станице су често коришћене као склоништа за бомбе. Према ријечима градоначелника Кијева Виталија Кличка, 2. марта 2022. године чак 150.000 становника Кијева потражило је склониште у градском метроу.

#### Поплава у Кијевском метроу (2023. године)
Проширење друге линије до насеља Теремки наишло је на проблеме од почетка изградње, првобитно је планирано да станица Демиивска буде отворена 2009. године, али је отварање морало бити одложено до 2010. године, а затим је 2006. године, годину дана након почетка изградње, потпорни зид се урушио порталном дизалицом оштетивши градске комуникације. Касније, 2008. године, штитник за тунел се неколико пута заглавио током изградње тунела. До 2009. године било је пет погинулих у различитим несрећама које су се догодиле на изградњи линије.
Дана, 8. децембра 2023. године, године након што је контроверзна изградња завршена, Градско вијеће Кијева је обавјестило јавност да је тунел друге линије између станица Либидска и Демиивска под притиском и да су шине поплављене. Због ове несреће је морао да буде затворен остатак пруге која је водила до Теремког, што је изазвало озбиљне проблеме у саобраћају, јер је та линија метроа била главни вид транспорта у том дијелу града.
Сљедећег дана након објаве слични проблеми откривени су и на другом крају пруге у станици Почаина која је изграђена 1980. године.
Дана, 9. децембеа 2023. године Премијер Украјине Денис Шмихал сазвао је хитан састанак Државне комисије за ванредне ситуације поводом несреће. Полиција је покренула претрес инжењерске организације одговорне за тунеле, управе Кијевског метроа и Кијевског градског већа, прибављајући грађевинску документацију за истрагу случаја немара.
Дана, 13. децембра почео је да ради тип превоза који се обично назива 'шатл саобраћај', па је друга линија подељена на два одвојена дијела са местом за реконструкцију тунела између њих, пуштени су аутобуси који замењују пуну линију.
Дана, 17. децембра зграде напуштене Демијевске пијаце која се налазила на врху оштећеног тунела почеле су да се спуштају.
Дана, 18. децембра администрација Кијевског метроа саопштила је да ће радови на поправци између станица Тараса Шевченка и Почајна почети у љето 2024. године, али им неће бити потребно заустављање кретања возова.

#### Обустава рада Кијевског метроа
У периоду 18–20. фебруара 2014. године, током догађаја на Евромајдану, први пут у свим годинама рада, Кијевски метро је обуставио рад по налогу шефа КМДА Володимира Макејенка, под образложењем „пријетње тероризма у граду“.
Током пандемије корона вируса, метро није радио више од два мјесеца — од 18. марта 2020. до 25. маја 2020. године. Од 5. априла до 1. маја 2021. године само власницима специјалних пропусница било је дозвољено да користе метро.
Са почетком руске инвазије, Кијевски метро је дјелимично обустављен, а подземне станице су радиле као склоништа. Већ 24. фебруара возови на прузи Свјатошинско-Броварск саобраћали су само до метро станице Шуљавска. У Кијеву је 26. фебруара у 17.00 часова први пут објављен полицијски час у трајању од дан и по, током којег је јавни пријевоз био потпуно обустављен, а од 28. фебруара метро је настављен само на дионицама Шуљавск — Универзитет, Сирец — Видубичи (са изузетком станица Золоти Ворота, Палата спорта и Кловска), Славутич — Червин Хутир и Херојев Дњепар — Теремки (осим метро станица Мајдан Незалежности и Плошча украјинских хероја). Интервал кретања је био око 60 минута. Због тога је онемогућена комуникација између лијеве и десне обале ријеке Днепар, као и трансфери између линија]. Тек 4. априла је успостављена веза преко Јужног моста, а 21. априла - померање гране метроа Свјатошинско-Броварск на лијеву обалу, међутим, земаљски делови метроа обустављају радове током ваздушна узбуна.
Дана, 16. децембра 2022. године, због оштећења приликом гранатирања енергетског система и ванредног нестанка струје, возови метроа нису саобраћали од поднева до краја дана.
Дана, 8. децембра 2023. године пријављене су пукотине у тунелу између метро станица „Либидска“ и „Демиивска“, из којих вода и пијесак улазе у тунел. Затварање је првобитно најављено од 9. децембра. Штета се показала толико критичном да је већ 8. децембра, послије јутарњег шпица, донијета одлука да се дио  метро линије Оболонско-Теремкивска јужно од метро станице Либидска затвори на поправку на отприлике пола године. Током реновирања пуштена је аутобуска линија која покрива затворени дио ове метро линије, а станице на овој дионици ће наставити да функционишу као склоништа за бомбе.
Дана, 17. децембра 2023. године у медијима се проширила информација да је дошло до слијегања тла у близини метро станице „Демиивска“. Успостављен је стални надзор подручја на коме је уочено слијегање.

## Модернизација

### Вагони
Током 1990-их година 20. вијека, управа кијевског метроа се углавном бавила новом подземном изградњом, а не модернизацијом старе инфраструктуре. Ово се промјенило у марту 2001. године, када је експериментална модификација возова 81-717/714, вагон Славутич 81-553.1/554.1/555.1, лансирана из депоа Оболон. Обухватао је повећан број електронских уређаја и асинхроних мотора (уместо синхроних мотора у ранијим серијама). Модел воза, међутим, није пуштен у масовну производњу, па је пробни воз остао једини из своје серије. Овај експериментални воз 81-553.1 и даље саобраћа на линији Оболонско-Теремкивска између 7-10 часова радним данима.
Модификација возова 81-717/714 (81-717,5М/714,5М) стигла је три године касније у депо Дарница.
Још једна модификација серије 81-717/714, 81-7021–7022, коју је направила фабрика за производњу вагона у Крјукову (КВБЗ), била би први подземни воз произведен у Украјини у Кијевском метроу. Овај нови модел је први пут представљен тадашњем председнику Украјине Виктору Јушченко на отварању станице Бориспилска. Пет мјесеци касније, узорак је послат у депо Дарница на испитивање, гдје је откривена грешка. Даља испитивања су спроведена од 17. јуна 2006. године у депоу Оболон. Коначно, у јулу 2008. године, возове је прихватила владина комисија и добила је специјалну дозволу која им је омогућавала масовну производњу (по украјинским техничким стандардима). Путнике су почели да превозе 2009. године. Возови 81-7021–7022 су требали да замене старије возове 81-717/714, али је од 5. јула 2017. године постојао само један воз таквог модела.
Сљедећи модификовани возови, 81-540.2К/81-714.5М, произвођача Вагонмаш (Санкт Петербург) и Метровагонмаш, су још једна модификација 81-717/714, која је стигла 2010. године, са додатним возовима постављеним на шине у 2013. године.
Коначно, у педиоду 2014–2016. године, нови возови 81-7080 су превезени из КВБЗ до Кијевског метроа, који се сада активно користи на линији М1.
Варшавски метро је 2023. године поклонио 60 вагона својих расходованих возова серије 81-717/714 Кијевском метроу. Они ће се користити као донатори дијелова за ремонт постојећег возног парка или улазак у путнички сервис како би се ојачао постојећи возни парк. Први сет је ушао у употребу на линији М3 1. новембра 2023. године.

### Станице
У октобру 2005. године постављене су нове покретне степенице у станицама Лисова и Сирец, као покрет за модернизацију у првом случају, а у другом као део опреме пилонске станице.
Сљедеће године је модернизована станица Дарница, а изграђен је други излаз (ка Попудренки улици).
У марту–мају 2017. године извршено је реновирање станице Ливобережна у вриједности од 24,84 милиона фунти (915.900 УСД) због друге сесије Евровизије у Кијеву.

## Инфраструктура Кијевског метроа

### Мапа Кијевског метроа
- Лого Кијевског метроа
- Мапа руте кијевског метроа за фебруар 2008. у СВГ формату, према званичној мапи рута.

Мапа Кијевског метроа

### Линије Кијевског метроа
Од 2019. године, 3 линије су у функцији, укупне дужине 67,6 km (42,0 mi). Додатних 2,048 km (1,273 mi) који се појављују у табели односе се на техничке тунеле, које возови користе за прелазак са једне линије на другу.
| Livery и #    | Име                                   | Име на изворном језику Украјинска азбука | Датум отварања прве станице линије                                                               | Најновије отворна станица линије                                                                 | Дужина линије (km [mi])     | Број of станица | Учесталост линија | Возно впијеме (возни термини) |
| ------------- | ------------------------------------- | ---------------------------------------- | ------------------------------------------------------------------------------------------------ | ------------------------------------------------------------------------------------------------ | --------------------------- | --------------- | --- | ----------------------------- |
| Лого 1 линије | Линија бр. 1 (Свјатошинско–Броварска) | Лінія 1 (Святошинсько–Броварська)        | 6. новембар 1960. године                                                                         | 24. мај 2003. године                                                                             | 2.265 (1.407)               | 18              | Шпица: 1:45-2 min Радни дани и викенд: 3:30 min | 38:30 min                     |
| Лого 2 линије | Линија бр. 2 (Облонско–Теремкивска)   | Лінія 2 (Оболонсько–Теремківська)        | 17. децембар 1976. године                                                                        | 6. новембар 2013. године                                                                         | 2.095 (1.302)               | 18              | Шпица: 1:45-2:15 min* Радни дани: 5 min Викенд: 4-4:30 min | 35:15 min                     |
| Лого 3 линије | Линија бр. 3 (Сиретско–Печерска)      | Лінія 3 (Сирецько–Печерська)             | 31. децембар 1989. године                                                                        | 23. мај 2008. године                                                                             | 239 (148,51)                | 16              | Шпица: 2-2:30 min* Радни дани: 4:15-5 min Викенд: 6 min | 40:30 min                     |
| Укупно:       | Укупно:                               | Укупно:                                  | Укупно:                                                                                          | Укупно:                                                                                          | 676 (420,05)                | 52              | |                               |
| Лого 4 линије | Линија бр. 4 (Подољско–Вихуривска)    | Лінія 4 (Подільсько–Вигурівська)         | Радови у току (градња је привремено обустављена) (Планирано отварање линије: након 2022. године) | Радови у току (градња је привремено обустављена) (Планирано отварање линије: након 2022. године) | ca. 20 (12,4) (пуна линија) | 15 (планирано)  | *- Интервали на "Теремки" - "Василкивској" секцији (линија бр. 2), "Сиретс"-"Лукианивска" (линија бр. 3) and "Харковска"-"Червоњи Хутир" (линија бр. 3) је дупла током шпице. | није примјењљиво              |
| Лого 5 линије | Линија бр. 5 (Ливобережна)            | Лінія 5 (Ливобережна)                    | Планирана изградња (Датум отварања линије ће бити накнадно објављен)                             | Планирана изградња (Датум отварања линије ће бити накнадно објављен)                             | 496 (308,20) (прва фаза)    | 17 (планирано)  | *- Интервали на "Теремки" - "Василкивској" секцији (линија бр. 2), "Сиретс"-"Лукианивска" (линија бр. 3) and "Харковска"-"Червоњи Хутир" (линија бр. 3) је дупла током шпице. | није примјењљиво              |
| Лого 6 линије | Линија бр. 6 (Вишхородско–Дарнитска)  | Лінія 6 (Вишгородсько–Дарницька)         | Планирана изградња (Датум отварања линије ће бити накнадно објављен)                             | Планирана изградња (Датум отварања линије ће бити накнадно објављен)                             | 27 (16,78) (пуна линија)    | 19 (планирано)  | *- Интервали на "Теремки" - "Василкивској" секцији (линија бр. 2), "Сиретс"-"Лукианивска" (линија бр. 3) and "Харковска"-"Червоњи Хутир" (линија бр. 3) је дупла током шпице. | није примјењљиво              |
| Total         | 6 планираних линија                   | 6 планираних линија                      |                                                                                                  |                                                                                                  | ca. 120 (75)                | 103             | |                               |

Називи линија су изведени из терминалних станица предложених у оригиналном плану изградње из 1945. године, због чега се линија М1 зове „Свиатохинско–Броварска“, упркос томе што је завршила 11 km од центра града Броварија (на званичном сајту метроа пише „проширење до Броварија је могуће у далекој будућности“). Слично томе, траса линије М2 не пролази кроз Куренивку. У фебруару 2018. године, Кијевско веће је преименовала линију М2 из „Куренивско–Червоноармијска“ у „Оболонско–Теремкивска“.
Колоквијално, линије се ријетко помињу пуним називима, већ њиховим бројем или бојама (нпр. „Сиретско-Печерска линија“ се обично назива „Трећа линија“ или „Зелена линија“).

#### Линија бр. 1 Кијевског метроа
Линија Свјатошинско-Броварска је прва линија кијевског метроа, дужине 22,7 km (14,1 mi). Све његове станице на источној обали ријеке Дњепар су на или изнад нивоа земље, што се приписује сличном експерименту са московском Фиљевском линијом. Блажа украјинска клима је, међутим, спријечила да ове станице озбиљно пропадну, због чега су проширења 1968. и 1979. године спријечена да не иду у подземље. Пет оригиналних станица на овој линији успјело је да преживи борбу Никите Хрушчова са декоративним „додатцима“ Шаблон:Clarification needed, иако су у Стаљиново вријеме предложени помпезнији пројекти. Ових пет станица су признате као споменици архитектуре и стога су заштићене од стране државе. М1 линија је обојена црвеном бојом на мапама и дневно превози око 550.000 путника, што је чини најпрометнијом линијом у граду Кијеву.

#### Линија бр. 2 Кијевског метроа
Линија Оболонско-Теремкивска била је друга линија кијевског метроа, са дужином од 20,95 км (13,02 миље). У почетку се протеже ка југу дуж десне обале ријеке Дњепар, али одступа од ријеке ка југозападу иза станице Либидска. Већина станица ове линије изграђена је 1970-их и 1980-их година. Архитектонски, линија показује неке од најбољих примјера касносовјетских архитектонских карактеристика (са станицом Либидска која је архитектонски споменик заштићен од стране државе). Најновије станице на линији, изграђене у периоду 2010–2013. године, представљају добар примјер модерних станица са мотивима националног украса (као што је станица Теремки) и имају приступ за особе са инвалидитетом. М2 линија је обојена плавом бојом на мапама и дневно превози више од 460.000 путника.

#### Линија бр. 3 Кијевског метроа
Сиречко-печерска линија је трећа и најдужа линија у Кијевском метроу, са дужином од 23,9 km (14,9 mi). То је главна оса сјеверозапад-југоисток Кијевског брзог транзитног система. Почиње на западној страни ријеке Дњепар прије него што је пређе на дјелимично покривеном мосту, а затим иде до југоисточних стамбених четврти Кијева. Линија је најновија и приказује неке декоративне мотиве након осамостаљења. Технички, то је такође одличан развој, јер је већина платформи дужа и шира од старијих дијелова и са неким станицама које имају приступ за особе са инвалидитетом. Тунел Видубичи-Славутич је најдужи у Кијевском метроу, јер 3.046 км (1.893 миље) раздваја двије станице. Ово је дјелимично јер неколико станица није завршено – двије станице су биле обустављене (и никада нису завршене), док је друга станица била само планирана. М3 линија је обојена зелено на мапама и дневно превози више од 300.000 путника.

### Станице Кијевског метроа
Кијевски метро прати стандардни совјетски дизајн: троугласти распоред три линије које се укрштају у центру града, чинећи шест радијуса, и станице које су изграђене веома дубоко под земљом и потенцијално би могле да служе као склоништа за бомбе.

### Технички подаци о Кијевском метроу
Тренутно постоје 52 станице. Постоји 20 дубоко лежећих станица, од којих је 17 пилонског типа (укључујући станицу Арсенална, једину станицу „лондонског стила“ у бившем СССР-у која још постоји) и 3 колоне. Од 26 подземних станица, 13 станица је типа стуб-триспан, 3 су стубови са бочним платформама, 8 су једносводни, а 3 су асиметричне двоспратнице, 6 станица се налази изнад земље; од тога, четири су у нивоу површине, а два су прелетна. Већина станица има велике вестибуле, неке на површинском нивоу, док су друге подземне и повезане метроом. Приступ за особе са инвалидитетом, који је раније занемарен, постао је важно питање, а све нове станице су изграђене са потребним условима.
Станица Арсенална се издваја као најдубља станица на свијету, на 105,5 м испод земље (с обзиром на растојање између површине изнад станице и саме станице). Дњепар, сљедећа станица која иде ка ријеци Дњепар, је надземна, што тунелу Дњепар–Арсенална даје највећу висинску разлику између метро станица у свијету, с обзиром на релативну висину површине.
Постоје три недовршене станице: Лавивска Брама, Теличка и Хертсена, које су све на зеленој линији М3. Хертсена је имала завршене само почетне фазе изградње, док су прве двије напредније у изградњи (око 30–70% завршено), али им недостају конвенционални излази.
Кијевски метро је слабо прилагођен особама са инвалидитетом. Само станице изграђене након 2005. године боље су прилагођене особама са инвалидитетом; на примјер, имају лифтове и окретне стубове довољно широке да прођу инвалидска колица.

### Транспортна чворишта на друге линије и друга средства брзог транзита Кијевског метроа
Станица Вокзална је једно од најважнијих транспортних чворишта у Кијевском метроу. Омогућава директан приступ жељезничкој станици Кијев-Пасажирски, највећој жељезничкој станици у Украјини, као и кијевској линији лаке жељезнице до Боршчахивке и прстена кијевских градских електричних возова.
Додатна важна транспортна чворишта укључују Демијевску станицу (до главне аутобуске станице Кијева); станице Виставковии Тсентр и Лисова (углавном до приградских аутобуса, али и до аутобуских станица Пивденна и Дарнитсиа); и станице Ливобережна, Дарница и Почајна, које користе путници који путују на посао из Тројешчине (највеће стамбене четврти у Кијеву).

### Расподјела метро станица по граду Кијеву
Станице метроа покривају свих 10 подобласти Кијева; међутим, њихово ширење је неравномерно. Шевченковски округ има највише, на 13 метро станица; Печерски и Холосијевски округ имају по 11 метро станица; Дарнитскии округ има 7 метро станица; Оболонски, Свјатошински и Дњепровски округ имају по 4 метро станица; Подилски округ нуди 3 метро станице; и Десњански округ, упркос томе што је најнасељенији округ у Кијеву, релативно је лишен метро веза, са само 2 метростанице.
Ова дистрибуција открива да западна страна Кијева садржи већину станица (укључујући линију М2, која не прелази на источну страну ријеке Дњепар). Само 12 станица налази се у источном дијелу града, у поређењу са 40 на западној страни.

### Путнички промет
Од 2015. године, метро станица Лисова је била најпрометнија станица у кијевском метроу, пропуштајући у просеку 58.500 путника дневно, а метро станица Вокзална је била друга са 55.900. Загушења на метро станици Вокзална, посебно у шпицу, су посебно проблематична јер станица има само 3 покретне степенице и само једну приступну тачку за улазак и излазак са станице. Метро станица Академмистечко је трећа најпрометнија метро станица Кијевског метроа са 51.100. Ово су једине станице које дневно превозе више од 50.000 путника. Сљедећа најпрометнија, метро станица Ливобережна, дневно пређе 48.100 путника. Све четири ове најпрометније станице су на црвеној линији М1.
Пета најпрометнија метро станица је Почаина са 46.200 путника дневно (на плавој линији М2), а метро станица Минска не заостаје са 45.500. На Сиречко-Печерској метро линији, најпрометнија станица је метро станица Лукианивска, са нешто мање од 40.000 путника дневно.
Насупрот томе, најмање прометна станица у систему је станица Дњепар (М1), са само 2.800 путника дневно. Червонии Кхутир (М3) је још једна станица са дневним протоком путника мањим од 5.000. Најпразнија станица на линији М2 је Поштанска плоча са 8.900 путника дневно.

## Пријевозна средства Кијевског метроа

### Путнички пријевоз
Од 2016. године у функцији су била 824 вагона, са још 5 резервних. Већина вагона је из совјетског доба, углавном из серије 81-717/714 и неки возови из серије Д и Е типа. Залихе су, међутим, освјежене. Возови "Славутич" почели су да замјењују старе возове претежно 81/7021-7022, 81-540.2К/81-714.5М и 81-7080. Прву линију Кијевског метроа опслуживали су вагони типа Д од њеног отварања. Године 1969. сви ови вагони су предати метроу Санкт Петербурга. У замену, линија је добила вагоне серије Е-типа, а касније и вагоне серије Еm-501, Еmа-502 и Еzh (Еzh1). У 2014. години већина вагона типова Е и Еzh је модернизована новим моторима, ентеријером и екстеријером, претварајући их у тип сличан типу 81-7021–7022; они су познати као тип 81-7080–7081 или Е-КМ.
Сви возови садрже аудио систем, који најављује метро станице и могућности трансфера на друге линије метроа. На метро станици Арсенална постоји оглас за музеје у околини. Поред тога, већина старијих возова је опремљена надземним видео информационим системом, који пружа визуелне информације путницима о тренутној и наредним метро станицама и могућностима трансфера између метро линија. Док је воз у транзиту између метро станица, систем приказује рекламе (и у облику видеа и у облику слика), те рекреативни видео садржај и локално вријеме.

### Посебна пријевозна средства
У Кијевском метроу ради посебан возни парк:
- 2 контактно-акумулаторске електричне локомотиве на бази вагона типа Д и Еж
- мјерни аутомобил заснован на аутомобилу типа Д
- сњежни плугови на бази аутомобила ЗИЛ-157
- дизалице за дизање на бази аутомобила МАЗ
- машине за прање тунела
- теретни вагони засновани на вагонима типа Е
- музејски вагон (тип „Д“) који је био дио пробног воза 22. октобра 1960. године.[110]

У децембру 2016. године, Градско вијеће Кијева објавило је да намјерава да купи 709 нових возова до 2025. године за 14,96 милијарди фунти (572,6 милиона долара у то време). Од тога, 276 би заменило старије возове којима су истекли рокови рада, 62 би било додато на Сиречко-Печерску пругу да би се објезбедило редовно кретање, а 371 би било уведено у новије дијелове система метроа.
Послије посјете градоначелника Кијева Виталија Кличка Варшави у јануару 2023. године, он је обавестио да ће Варшава поклонити 60 вагона 81-717/713 Кијевском метроу.

#### Возови у функцији Кијевског метроа
| Слика | Тип                                               | Произвођач               | Период употребе                                                            |
| ----- | ------------------------------------------------- | ------------------------ | -------------------------------------------------------------------------- |
|       | Ezh, Ema-502                                      | Metrowagonmash           | 1970–тренутно                                                              |
|       | 81-717 81-717.5 81-717.5М 81-717.5K 81-717.3, 572 | Metrowagonmash Vagonmash | -1978–тренутно -1989–тренутно -1995–тренутно -2013–тренутно -2023–тренутно |
|       | 81-7021                                           | KVBZ                     | 2005–тренутно                                                              |
|       | 81-540.2K                                         | Vagonmash                | 2008–тренутно                                                              |
|       | E-KM                                              | KVBZ                     | 2014–тренутно                                                              |

#### Возови Кијевског метроа ван употребе
| Слика        | Тип              | Произвођач     | Период употребе |
| ------------ | ---------------- | -------------- | --------------- |
|              | D                | Metrowagonmash | 1960–1969       |
| (Нема слике) | E                | Metrovagonmash | 1965-2015       |
|              | 81-553 Slavutich | Vagonmash      | 2001–2010       |

## Промет

### Менаџмент Кијевског метроа
Кијевским метроом управља градско општинско предузеће Кијевски Метрополитен (формално раније познато под оригиналним именом Kyivskyi ordena Trudovoho chernovoho prapora Metropoliten imeni V.I. Lenina) које је пребачено почетком 1990-их из Министарства саобраћаја. Метро запошљава неколико хиљада радника у управљању тунелима, пругама, станицама и возним парком. Поред тога што их финансира држава, приход долази од продаје карата и реклама на станицама (које контролише ћерка компанија Метрореклама). Линије метроа гради јавно предузеће Кијевметробуд које додјељује сегменте изградње појединачним бригадама које су одговорне за изградњу тунела и станица. Кијевметробуд се директно финансира из профита Кијевског метроа и из градског и државног буџета. Највећи дио државног финансирања долази из кијевске општине, док се додатне субвенције добијају директно из државног буџета јер цијене карата не одговарају оптималној цијени која ће омогућити да се кијевско подземље развије.
Кијевски метро је 2016. године добио 76,1 милион фунти нето прихода (око 2,85 милиона долара), у поређењу са губитком од 119 милиона фунти годину дана раније.
Оператер кијевског метроа је општинско предузеће „Кијевски метрополитен“, које припада градској заједници коју представља Кијевска градска државна управа са основним капиталом од преко 20 милијарди Украјинских гривни.

### Директори Кијевског метроа
- 1959—1975: Микола Орлов (1913–1990)
- 1975—1985: Степан Капитанюк (1922–2004)
- 1985—2003: Микола Балацький (1936)
- 2003—2006: Микола Шавловський (1949)
- 2006—2007: Володимир Федоренко (1954, в.д. директора)
- 2007—2010: Петро Мірошников (1957)
- 2010—2014: Володимир Федоренко (1954)[120]
- 2014—тренутно: Віктор Брагінський (1983)[121].

## Систем издавања путничких карата
На улазу су постављене двије врсте окретних врата метроа: баријере и ротационе. Већина окретница у прошлости била је опремљена валидаторима за жетоне, транспортне картице и мјесечне магнетне карте, као и сигналима за пролаз. Пролаз кроз окретницу је дозвољен када је индикатор зелене боје. Оквир ротационог окретног стуба се окреће ручно. Постоје и познате као „жуте окретнице“, оне су додатно опремљене валидаторима за бесконтактно плаћање карата (користећи бесконтактне картице MasterCard, VISA и ПРОСТІР.
У будућности се планира опремање излазних окретница валидаторима транспортних картица за обрачун трошкова путовања у зависности од удаљености. Такве окретнице се могу видети на излазу са метро станица „Лисова“, „Вирлица“, „Червони Хутир“ и у западном предворју метро станице „Дарница“.
Једна вожња кошта 8,00 ₴ (0,29 УСД) без обзира на одредиште и број транзита унутар метроа. Вожња се плаћа папирним КР картама или бесконтактним картицама.
- Преградне окретнице на метро станици «Дніпро»
- Окретнице (десно) на метро станици «Мінська»
- Излазне окретнице са валидаторима транспортних картица на метро станици «Лісова»
- Машине за допуну и издавање бесконтактних картица

#### Бесконтактне картице
За улазак у метро користе се бесконтактне (RFID базиране, MIFARE Класик и Ултралајт) картице. Картица се може купити за малу накнаду (15 ₴ (0,54 УСД); враћа се ако неко жели да врати картицу) од благајника и учитава се за до 50 путовања одједном (тако да не прелази ограничење од 100 вожњи). Постоји посебна постепена скала цијена, тако да сваки десети купљени приступ (једном купљен) појефтињује сваки претходни за 0,30 ₴. Да појаснимо, првих 9 приступа вожњи кошта стандардни износ, док за 10-19 вожњи цијена за сваку износи 7,70 ₴; за 20-29 вожњи, 7,40 ₴; и тако даље. Дакле, пуњење картице са 50 вожњи кошта само 6,50 ₴ (0,23 УСД) по вожњи.
Путник може платити карту и банковном картицом. Прихватају се Мастеркард и Visa PayWave картице. Такође се могу користити Google Pay и Apple Pay.
Картице се могу допунити путем благајне или помоћу терминала. Терминали прихватају папирне новчанице у гривнама у апоенима од 1 до 50 ₴, али не враћају кусур; умјесто тога, они допуњују картицу за максимални могући број вожњи с обзиром на суму новца депоновану у машину, а остатак чувају у систему да би се користио при сљедећем допуњавању.
Мјесечне или двонедјељне карте са неограниченим бројем вожњи (380 ₴ (13,46 УСД) мјесечно) или ограниченим бројем вожњи (62 или 46 вожњи мјесечно, или половином у трајању од 15 дана, са цијеном од 3,87 ₴ и 4,13 ₴ по вожњи) се такође могу купити. За све неограничене картице намеће се блокада у трајању од седам минута да би се спријечила злоупотреба. Тромјјесечне и годишње карте су коришћене до децембра 2009. године, када су престале да се пуштају у оптицај јер су генерисале процјењене губитке од ₴115,6 милиона (око 14,5 милиона долара) годишње.
Од касних 1990-их до почетка 2000-их коришћене су мјесечне неограничене пропуснице за метро са магнетном траком. Због проблема са поузданошћу и фалсификовањем, оне су постепено уклоњене у корист RFID картица.

#### Цијену вожње Кијевским метроом могла су се платити на сљедеће начине:
- Пластична електронска бесконтактна картица (са продужењем важења или за већи број путовања) - Картица се може купити на благајни метроа за 12,00 ₴ и допунити је за одређени број путовања, али не више од 100 (док свако допуњавање није за више од 50 путовања) или за продужење важења путна карта. Такође можете допунити и добити картицу на рачунарским терминалима на већини метро станица. Да би путник ушао у воз, потребно је да покаже картицу валидатору на врху окретнице са освјетљеним плавим дисплејом и прође након звучног сигнала или појаве зеленог свијетла. Овај метод је веома згодан ако морате пресједати да бисте дошли до циљне станице. Од 25. маја 2020. године обустављена је продаја и допуна картица, а раније евидентирана путовања могла су се користити до 31. марта 2021. године.[13]
- Путна карта на основу картонских електронских бесконтактних картица (на одређени период) - Карта се може купити на благајни метроа по пуној цијени за календарски мјесец или по пола цијене за другу половину мјесеца. Продаја карата за наредни мјесец врши се од 22. у текућем мјесецу, а од 15. - за другу половину текућег мјесеца. Путне карте су доступне како без ограничења на број путовања у току мјесеца, тако и са ограничењем броја путовања у метроу. Постоје опције за путне карте како само за путовање метроом, тако и за комбиновано путовање у метроу и једном или више врста копненог превоза (трамвај, тролејбус, аутобус, градски воз).[129]
- Бесконтактне банковне картице MasterCard PayPass, Visa PayWave и ПРОСТІР фунционише од 19. јуна 2015. године, да би путници платили путовање, могу једноставно показати своју бесконтактну банковну картицу на окретници. Износ који одговара цијени путничке карте ће бити аутоматски скинут са картице.[130] Од средине децембра 2015. године, све станице метроа су опремљене оваквим окретницама.[131][132] Слично картици, плаћање се може извршити помоћу Google Pay, Apple Pay и Garmin Pay.
- Електронска карта Київ Цифровий или једнократна карта са QR-кодом. Картица се може купити на благајнама метроа или на Т-киосцима у граду. Карте за једнократну употребу се продају на благајнама или на самоуслужним терминалима.[13]

- Жетони кијевског метроа различитих година
- Јубиларни жетони издати за 50. годишњицу метроа

### Преглед цијена карата Кијевског метроа кроз његову историју
Првобитно цијена вожње метроом је била 50 копејки; међутим, 1961. године, након ревалоризације совјетске рубље, стопа је фиксирана на 5 копејки у наредних 30 година. Након 1991. године, пошто је Украјина патила од хиперинфлације, цијена је постепено порасла на 20.000 карбованаца 1996. године. Након деноминације из 1996. године, 20.000 карбованаца је постало 0,20 ₴ (20 копејки), иако је сума карбованаца и даље била плаћена до септембра те године. Од тада, цијена метро карте је порасла на 0,50 ₴ 2000. године и 2,00 ₴ 2008. године. У новембру 2008. године, када је цијена метро карте повећана на 2,00 ₴, одржани су јавни протести и Антимонополски комитет Украјине је наредио да се цијена метро карти смањи на 1,70 ₴. У септембру 2010. године цијена метро карти је поново повећана на 2,00 ₴. У фебруару 2015. године цијена метро карти је додатно повећана. Посљедње повећање се догодило 15. јула 2017. године.
Тарифе утврђује Градска државна администрација града Кијева уз сагласност Министарства за инфраструктуру.
Расправља се о предлогу да се цене одређују према пређеном путу, односно времену проведеном у метроу. У ту сврху су на појединим излазима станица већ постављене посебно изграђене „дуге“ излазне окретнице са читачима картица на крајњем крају.
| Цијена појединачне карте | Еквивалент у америчким доларима (од дана употребе, службени курс) | Датум нове наплате         |
| ------------------------ | ----------------------------------------------------------------- | -------------------------- |
| 50 копејки               | 0.125                                                             | 12. новембар 1960. године  |
| 5 копејки                | 0.0556                                                            | 1. јануар 1961. године     |
| 15 копејки               | 0.256                                                             | 2. април 1991. године      |
| 30 копејки               | 0.541                                                             | 2. јануар 1992. године     |
| 50 копејки               | 0.005                                                             | 27. април 1992. године     |
| 5 карбованети            | 0.008                                                             | 26. децембар 1992. године  |
| 15 карбованета           | 0.00454                                                           | 5. јун 1993. године        |
| 30 карбованета           | 0.005025                                                          | 10. септембар 1993. године |
| 150 карбованета          | 0.00118                                                           | 6. децембар 1993. године   |
| 200 карбованета          | 0.010                                                             | 11. август 1994. године    |
| 1,500 карбованета        | 0.0191                                                            | 1. новембар 1994. године   |
| 7,000 карбованета        | 0.0598                                                            | 1. фебруар 1995. године    |

| Цијена појединачних карти     | Еквивалент у америчким доларима (од дана употребе, службени курс) | Датум нове наплате        |
| ----------------------------- | ----------------------------------------------------------------- | ------------------------- |
| 10,000 карбованета            | 0.0613                                                            | 7. септембар 1995. године |
| 20,000 карбованета            | 0.1065                                                            | 7. фебруар 1996. године   |
| 20 копејки/20,000 карбованета | 0.114                                                             | 2. септембар 1996. године |
| 30 kopiyok                    | 0.159                                                             | 15. децембар 1996. године |
| 50 kopiyok                    | 0.092                                                             | 19. март 2000. године     |
| 2 Украјинска гривна           | 0.345                                                             | 4. новембар 2008. године  |
| 1.70 гривни                   | 0.221                                                             | 31. јануар 2009. године   |
| 2 гривне                      | 0.253                                                             | 6. септембар 2010. године |
| 4 гривне                      | 0.173                                                             | 7. фебруар 2015. године   |
| 5 гривни                      | 0.1925                                                            | 15. јули 2017. године     |
| 8 гривни                      | 0.3                                                               | 14. јули 2018. године     |

#### Прелазак на електронска средства плаћања
Почев од 2017. године, КП „Кијевски митрополит“ је почео да се припрема за укидање токена. Ова идеја је коначно спроведена у дијело 1. јула 2020. године, када је Кијевски метро престао да прихвата токене као средство плаћања. Уместо тога, уведене су Кијев Дигитал картице (раније познате као Кијев Смарт Кард), могућност плаћања мобилним телефонима или банковним картицама које подржавају PayPass, мобилна апликација Кијев Дигитал и једнократне карте са QR-кодом да плати путовање. Град Кијев је уложио 440 милиона ₴ у имплементацију електронске карте.
Одбијање токена изазвало је незадовољство Кијевљана: на сајту Кијевског градског вијећа створено је неколико петиција.. Узрок незадовољства је било споро читање информација са картице од стране метро валидатора, као и периодични кварови у електронском систему, усљед чега се стварају дуги редови путника на улазу у станице метроа. Проблеми су се погоршали након постављања нових окретница на неким станицама, које су са великим закашњењем очитале транспортну карту..
Од 1. априла 2020. године јавни пријевоз у Кијеву, укључујући метро, прешао је на електронске карте. За једнократно путовање метроом, аутобусом, трамвајем, тролејбусом, жичаром или градским возом, потребно је да купите QR карту. QR карта важи 15 дана. Једнократна КР карта се може користити у штампаном облику или електронски (на екрану паметног телефона).
Од 1. јула 2020. године QR-карте су се могле купити на благајнама метроа, а у фебруару 2022. године Кијевски метро је прешао на аутоматизовани систем плаћања карте.
Од 24. фебруара 2022. године, од почетка инвазије Русије, до 16. маја, јавни превоз у Кијеву, укључујући и метро, радио је бесплатно. У Кијеву је 16. маја настављено електронско плаћање путовања у општинском јавном пријевозу: у метроу и у осталим видовима јавног пријевоза. Путници могу да плате путовање превозним картицама, преко апликација за плаћање и мобилне апликације „Кијев дигитал“.
У септембру 2022. године систем плаћања карата банковним картицама почео је да ради у метроу у тестном режиму, а од 15. октобра је почео да ради у свим врстама јавног пријевоза.
- Картица за плаћање возне карте, 2012. године
- Скуп против повећања цена карата, Кијев,  2018. године
- Кованице, 5 копејка, који су коришћени уместо жетона од 12. јула 1961. до 14. априла 1991. године
- Кованице, 15 копејки, који су коришћени уместо лексема из 14. априла 1991. до 1. јануара 1992. године
- Путна карта, фебруар 1992. године
- Путна карта, мај 1992. године
- Зелени пластични жетони
- Плави пластични жетони
- Једнократна папирна карта (тренутно се продаје само на Кловској метро станици)[166]
- Једнократна папирна карта уведена је од 1. јула 2020. године на свим станицама Кијевског метроа [167]

## Дизајн Кијевског метроа
Од 2014. године „Агенти промјене“ (А3) (оригинални назив на украјинском језику Агенти змін, скраћено АЗ), јавна организација коју је створила заједница дизајнера волонтера, активно учествују у развоју дизајна навигационог система Кијевског метроа. Они креирају дизајне картица, шеме метроа, анимације за мониторе у аутомобилима, као и информативне банере за метро.
У 2019. години, 500 од 822 вагона метроа доступних у то вријеме имало је надземне слике улица којима путници пролазе испод земље. Слике су биле приказиване на телевизорима постављеним у вагонима. На екранима су биле приказане не само улице, већ и стајалишта јавног превоза, улази и излази из метроа, као и оближње туристичке атракције. Путници нису видјели синхроно снимање, односно снимке уживо, већ емитовање учитаних фотографија у систем. За ову услугу, 52 видео снимака снимљена су дроновима.

## Архитектура Кијевског метроа
Кијевски метро је јединствена архитектонска цијелина. Као и сви метро системи бившег Совјетског Савеза, Кијевски метро је познат по својим живописним украсима.
Прва фаза метроа, која је почела да се гради 1949. године, требало је да постане један од симбола победе и тријумфа Совјетског Савеза. Зато је пројектован у стилу дизајна Стаљиновог царства, који је карактеристичан за московску архитектуру, али, отворен тек 1960. године, није сачувао већи дио планиране декорације. Овај стил је најбоље очуван на метро станици „Универзитет“ (Університет), гдје је мермерна статуа Лењина демонтирана усљед идеолошких промјена раних 1990-их година. Многи први пројекти за станице понуђени почетком 1950-их били су пуни богатих декоративних елемената као што су мозаици, орнаменти, барељефи, скулптуре и мермер.
Свака станица је требало да има свој првобитни облик. Ове станице је требало да буду изграђене у монументалном стилу попут оних станица које су грађене током 1950-их у Москви и Лењинграду. На примјер, станица Арсенална, умјесто мале централне сале, требало је да има широку салу са скулптурама ратника Руског грађанског и Другог свјетског рата; Вокзална станица је требало да буде украшена орнаментима и барељефима на стубовима и великом украсном мапом Украјинске ССР; и, на основу својих првих цртежа пројекта, станица Политехнички институт требало је да има велике мозаичне панеле који приказују аспекте природних наука.
До краја 1950-их, у совјетској архитектури је почео период функционалности и борбе против архитектонских екстраваганција. Ова акција, коју је пропагирао Хрушчов, резултирала је губитком многих јединствених пројеката, при чему су резултирајуће станице завршене са мало украса, у поређењу са пројектима из 1952. године. Универзитетска станица је, међутим, била мање поједностављена од многих других и задржала је своје бројне пилоне украшене бистама познатих научника и писаца. Следеће станице отворене 1963. године имале су аскетски и строг изглед. Станице на отвореном из 1960-их и подземне станице из 1971. године изграђене су према стандардном примитивном дизајну званом сороконожка (руски: сороконозхка, буквално 'стонога'), названом по многим танким ослонцима са обје стране платформе. Функционалност је постала најважнији фактор у новијим дизајнима, а станице изграђене у то вријеме биле су готово идентичне по изгледу, осим дизајна дезена плочица и материјала за покривање стубова. Тек седамдесетих година прошлог вијека декоративна архитектура је почела да се опоравља. Станице изграђене од 1980-их па надаље показују иновативнији дизајн.
Неке старије станице су подвргнуте надоградњи осветљења и реновирању неких украсних материјала. Након проглашења украјинске независности након распада Совјетског Савеза 1991. године, неки од совјетских симбола који су првобитно уграђени у декор су прилагођени модерном времену или су потпуно уклоњени променом архитектуре станице. Већина преосталих (ако не и сви) совјетских симбола је касније уклоњена због закона о декомунизацији из 2015. године.
Станице прве линије Кијевског метроа и данас одају утисак старог метроа, са бронзаним свијећњацима, утканим вентилационим решеткама и шарама на поду. Декорације станица „Хрешчатик“ (Хрещатик), „Арсенална“ (Арсенальна), „Универзитиет“ (Університет) и „Вокзална“ (Вокзальна) су најстарије, а њихова предсобља се органски уклапају у архитектонску цијелину града.
Друга линија Кијевског метроа је постала споменик економије, због чега овдје доминирају поједностављене архитектонске методе колонских станица и употреба издржљивих завршних материјала. Упркос томе, свака од његових станица садржи одређене архитектонске карактеристике. Конкретно, метро станица „Трг украјинских хероја“ (Українських Героїв) је изграђена у храмовном стилу, а свод на станици „Минска“ (Мінська) је украшен фреско полихромним сликарством.
Трећа линија Кијевског метроа има корисност и емоционални утицај као главне критеријуме. Почевши од метро станице Золоти ворота (Золоті ворота), која је пример кнежевске архитектуре и покривена мозаицима, свака наредна станица има оригиналан дизајн. Конкретно, метро станица „Звиринетска“ (Звіринецька) има конструкцију пилона са стубовима зиданим од цигле, типичне за древне руске храмове. Метро станице Бориспилска (Бориспільська), Вирлиција (Вирлиця) и Славутич (Славутич) су примери високотехнолошког дизајна, док Печерска (Печерська) подсјећа на западноевропске подземне станице.

### Вестибили(предворја) Кијевског метроа
Већина метро станица Кијевског метроа има подземна предворја (вестибули у архитектури) која су повезана са подземним пролазима. Од њих на станицама „Оболон” (Оболонь), „Почајна” (Почайна), „Тараса Шевченко” (Тараса Шевченка), „Свјатошин” (Святошин), „Дарница” (Дарниця) (тачније њен источни излаз), „Лисова” (Лісова), „Палата спорта” (Палац спорту), „Бориспилска” (Бориспільська), „Вирлица” (Вирлиця), „Червони Хутир“ (Червоний хутір), „Демиивска“ (Деміївська), „Холосиивска“ (Голосіївська), „Василковска“ (Васильківська), „Изложбени центар“ (Виставковий центр), „Хиподром“ (Іподром), излази са прелаза су распоређени у облику покривеног стакленог павиљона („стакло“). А на станицама Контрактова плоча (Контрактова площа) и Трг Лава Толстоја (Площа Льва Толстого), излази из подземног пролаза који су најближи станици налазе се у зградама, а на Тргу Лава Толстоја (Площа Льва Толстого) су у згради инжењерског корпуса метроа, али сами предворји су под земљом. Неке од станица имају своје надземне предворје у којима се налазе касе и сервисне просторије.
| Назив метро станице                    | Фотографија предворја | Датум отварања предворја  | Адреса                                | Напомена |
| -------------------------------------- | --------------------- | ------------------------- | ------------------------------------- | --- |
| Метро станица «Вокзальна»              |                       | 6. новембар 1960. године  | (Вокзальна площа, 1)                  | |
| Метро станица «Університет»            |                       | 17. децембар 2007. године | (Бульвар Тараса Шевченка)             | |
| Метро станица «Хрещатик»               |                       | 6. новембар 1960. године  | (Вулица Хрещатик, 19-А]]              | |
| Метро станица «Хрещатик»               | Метро станица         | 4. септембар 1965. године | (Інститутська вулиця, 6)              | |
| Метро станица «Хрещатик»               |                       | април 1970. године        | (Вулиця Архітектора Городецького, 13) | Предворје је уграђено у зграду. |
| Метро станица «Арсенальна»             |                       | 6. новембар 1960. године  | (Арсенальна площа)                    | |
| Метро станица «Дніпро»                 |                       | 6. новембар 1960. године  | (Набережне шосе)                      | Предворје се налази испод станице, која се налази на надвожњаку.                                                                   |
| Метро станица «Політехнічний інститут» |                       | 5. новембар 1963. године  | (Берестейський проспект, 35)          | Предворје је уграђено у зграду Управе за метро железницу.                                                                          |
| Метро станица «Шулявська»              |                       | 5. новембар 1963. године  | (Берестейський проспект, 48)          | На другом спрату зграде налази се кафић.                                                                                           |
| Метро станица «Чернігівська»           |                       | 4. новембар 1968. године  | (Броварський проспект)                | Два предворја обложена стаклом. |
| Метро станица «Лівобережна»            |                       | 1976. године              | (Вулиця Євгена Сверстюка)             | Два вестибула-портала налазе се на падини насипа уз коју се колосеци приближавају станици. Изграђен у току реконструкције станице. |
| Метро станица «Гідропарк»              |                       | 1987. године              | (Броварський проспект)                | Источни излаз. Изграђен у току реконструкције станице.                                                                             |
| Метро станица «Золоті ворота»          |                       | 30. април 1990. године    | (Володимирська вулиця, 44)            | Предворје је уграђено у зграду. |
| Метро станица «Лук'янівська»           |                       | 30. децембар 1996. године | (Вулиця Юрія Іллєнка, 3)              | |
| Метро станица «Дорогожичі»             |                       | 30. март 2000. године     | (Вулица Олени Теліги)                 | Предворје је платформска зграда, излаз из које је уређен у подземном пролазу.                                                      |
| Метро станица «Сирець»                 |                       | 14. октобар 2004. године  | (Вулиця Щусєва)                       | |
| Метро станица «Дарниця»                |                       | 27. новембар 2006. године | (Броварський проспект)                | Западни излаз. Изграђен у току реконструкције станице.                                                                             |

- Два подземна предворја метро станице «Героїв Дніпра» уграђен у раскрсницу, излаз се врши на кружни простор унутар чворишта. Од 2019. године тржни центар је изграђен. Први пут у Украјини метро ће бити повезан са тржним центром.
- Улаз у подземни пролаз, повезан са подземним вестибулом метро станице «Контрактова площа», који је уграђен у зграду
- „Стаклени“ улаз у подземни пролаз повезан је са подземним вестибулом метро станице «Червоний хутір»
- „Стаклени“ улаз у подземни пролаз повезан је са подземним вестибулом метро станице «Оболонь»
- „Стаклени” улаз без врата у подземни пролаз повезан је са подземним вестибулом станице «Палац спорту»
- Ненаткривени улаз у подземни пролаз повезан са подземним вестибулом метро станице «Поштова площа»
- Приземна парцела метро линије Святошинсько-Броварської на лијевој обали ријеке Дњепар

### Приступачност метро станица Кијевског метроа за особе са ограниченом покретљивошћу
Од 2005. године, током изградње и реконструкције метро станица, пажња је посвећена доступности инфраструктуре за групе становништва са ограниченом покретљивошћу: постављени су лифтови и мање дизалице.
Од 2020. године доступно је на 13 од 52 метростанице и нема чворишта за трансфер:
- Святошин, Лівобережна, Дарниця, Лісова;
- Теремки, Іподром, Виставковий центр, Васильківська, Голосіївська, Деміївська;
- Вирлиця, Бориспільська, Червоний Хутір.

Да би се обезбиједио приступ метро станицама које нису прилагођене за особе у инвалидским колицима, Кијевски метро укључује запослене који прате особу са инвалидитетом од улаза до излаза из метроа и помажу у савладавању препрека, али истовремено метро гуши права грађана са инвалидитетом, не дозвољавајући им брз приступ и тјерајући их на дуго чекање на пратњу, што доводи до сукоба..

## Доступност интернета
У Кијевском метроу 2015. године започет је рад на увођењу Ви-Фи мреже. Од 2017. године Ви-Фи је радио на 12 станица кијевског метроа, и то: Олимпијска, Трг украјинских хероја, Мајдан Незалежности, Хрешчатик, Театрална, Универзитет, Золоти Ворота, Кловска, „Палата спорта“, „Арсенална“, „Лукјанивска“, „Дњепар“, као и у 7 тунела и у више од 130 вагона метроа.
Мобилни оператери Київстар, Vodafone, Lifecell су од 5. марта 2020. године почели да пружају 4G комуникационе услуге користећи фреквенције у опсегу 1800 MHz на метро станици «Академмістечко» у Кијеву и у тунелу до станице «Житомирська». Од 3. јула 2020. године, услуге брзог интернета проширене су, користећи фреквенције у опсезима од 1800 MHz и 2600 MHz, на још осам станица Кијевског метроа и у тунелима између њих. То су метро станице Житомирська, Святошин, Героїв Дніпра, Мінська, Оболонь, Сирець, Дорогожичі и Лук'янівська. Од 14. децембра 2020. године 4G комуникација је доступна на свим станицама Кијевског метроа.

## Планирана побољшања и проширења
Према пројекту Генералног плана развоја Кијева до 2025. године, који је израдио „Институт генералног плана Кијева“ 2011. године, као и према пројекту развоја Кијевског метроа, планирано је изградња низа нових објеката:

### Святошинсько-Броварськалинија Кијевског метроа
На првој линији Кијевског метроа у плану је изградња другог излаза из метро станице «Вокзальна», пошто тренутно једини излаз не може да се носи са протоком путника због ограниченог корисног простора предворја и хале предескалатора за пролазак већег броја путника истовремено, што ствара значајне непријатности у служби путника. Захваљујући другом излазу, пропусни капацитет ове метро станице ће се повећати за најмање 2 пута. Поред тога, планирана је изградња метро станице «Новобіличі» поред стајалишта «Новобіличі», као и депоа «Новобіличі» послије метро станице «Академмістечко».
У априлу 2023. године у КМДА је створена радна група представника Кабинета министара Украјине, свих релеватних министарстава и Кијевске градске државне администрације, која има за циљ да разради могуће опције за транспортне везе са меморијалним војним гробљем у Биковни. Посебно се разматра организација аутобуске трасе, наставак изградње метроа и трамвајске пруге у наведеном правцу.

### Оболонсько-Теремківськалинија Кијевског метроа
Перспективни план развоја плаве пруге предвиђа изградњу метро станице «Одеська» до депоа «Теремки» и рачвање пруге иза станице «Іподром», гдје ће бити изграђене станице «Автовокзал „Теремки“» и «Вулиця Крейсера „Аврора“».

### Сирецько-Печерськалинија Кијевског метроа
На зеленој линији Кијевског метроа планирана је изградња четири метро станице у сјеверном дијелу града — «Мостицька» и «Варшавська» и убудуће, као крак послије метро станице „Моститска“, још двије метро станице —  «Виноградар» и «Маршала Гречка», као и изградња депоа Виноградар. Поред тога, планирана је изградња рампе за покретне степенице и излаза са станице Лвивска Брама, што је неопходно за пуштање у рад ове метро станице и изградњу додатног путничког пролаза између метро станице «Театральна» и метро станице «Золоті ворота» у циљу побољшања безбједности и услужне културе путника.

### Подільсько-Вигурівськалинија Кијевског метроа
Изградња четврте линије Кијевског метроа је важна са становишта повезивања великих стамбених насеља на лијевој обали града: Лісового, Воскресенки, Райдужного и будућег стамбеног развоја Русанівських садів са метро мрежом. Највјероватније ће прва фаза изградње пруге имати шест метро станица: кренуће са метро станице «Глибочицька», која ће имати пресједање до метро станице «Лук'янівська» Сиречко-печерске метро линије, «Подільська», која ће имати пресједање до плитке метро станице «Тараса Шевченка» Оболонсько-Теремківської метро линије, три станице на надвожњаку Подољског моста који прелази преко ријеке Дњепра – «Суднобудівна», «Труханів острів» и «Затока Десенка», као и плитка метро станица «Райдужна» на месту садашњих Русанівських садів. Тренутно се не изводе подземни радови, али су три станице на мостовском прелазу дјелимично уграђене у објекте. У будућности, линија ће бити продужена у једном правцу до Воскресенке са крајњом станицом „Братиславска“ и депоа „Воскресенске“, а у другом – до Жуљана са крајњом станицом „Килтсева дорога“ и депоа „Гатне“. Према неким подацима, могућа је изградња крака ка Вигуровшчини-Тројешчини од депоа „Тројешчина”, који ће у будућности постати дио лијеве обале.

### Пројекти
Прва етапа пруге Лијеве обале биће дионица од метро станице «Вулиця Милославська» до метро станице «Проспект Ватутіна» до депоа «Троєщина», која ће постати крак Подільсько-Вигурівської линије. У будућности ће пета линија постати независна и ићи ће дуж пруге до Броварског проспекта са пресједањем од метро станице Броварски проспект до станице Ливобережна пруге Святошинсько-Броварської линије. Трећа фаза изградње пруге биће њено проширење до стамбеног насеља Осокорка, гдје ће пета линија имати преседање од метро станице «Проспект Бажана» до метро станице «Позняки». У будућности може постати дио прстенасте линије Кијевског метроа.
Према пројекту Генералног плана развоја Кијева до 2025. године, изградња линије није предвиђена у периоду пројекта. Уместо њега, у наредних 20 година планирано је проширење брзог трамваја Ливобережни до масива Осокорка-Централни.
У нацрту Генералног плана развоја Кијева до 2025. године у будућности је предвиђена и изградња пруге Вишгородсько-Дарницької линије. Може да прође од Шевченковог трга до жељезничке станице Дарницки и повезаће Мінський масив, Вітряні гори, Пріорку, Куренівку, Караваєві дачі, Чоколівку, Олександрівську слобідку и Позняки. Датум почетка пројектовања и изградње линије тренутно није познат.
Министарство регионалног развоја, грађевинарства и стамбено-комуналних услуга Украјине разматра могућност уређења јавних тоалета на станицама метроа.
Датуми реализације ниједног пројекта тренутно нису познати, а сами пројекти могу бити промењени.
- Chervonyi Khutir (2008)
- Demiivska (2010)
- Holosiivska (2010)
- Vasylkivska (2010)
- Vystavkovyi Tsentr (2011)
- Ipodrom (2012)
- Teremky (2013)

## Језици обавјештења у Кијевском метроу

### Украјински, руски и енглески језик
Постоји верзија да је 60-их година прошлог вијека Јевха Федоривна Кузњецова, лабораторијски асистент на Кијевском универзитету, успјела да у украјинском метроу објави саопштења само на украјинском језику.
Али у првој половини 1980-их, станице у кијевском метроу су већ објавјештења била само на руском језику. Штавише, све до фебруара 1984. фраза „Врата се затварају” звучала је уместо „Опрез, врата се затварају” при поласку воза, а изглед „Опрез, врата се затварају” добила је тек у фебруару 1984. године. Када је воз стигао на коначну станицу, последња реченица је била: „Воз не иде даље. Молим вас, пустите вагоне“.
Када је метро отворен 1960. године, иако су многи радници и сва техничка документа користили руски језик, сви натписи и најаве користили су искључиво украјински језик. Лексичка сличност језика омогућила је свакој станици да има руски превод, који се често наводи у литератури и медијима на руском језику. Међутим, неки украјински називи за станице су се разликовали од руских, и да би то означили, те станице су понекад дјелимично превођене на руски, ефективно мјешајући украјинске речи у руску граматику. Примјери за ово укључују називе станица Плошча Жовтневои Револуције, Жовтнева и Црвеноармејска (касније су ове метро станице преименоване у Мајдан Незалежности, Берестејска и Палата Украјина) које ће када се преведу на руски постати Октјабрскаја и Красноармејска. Умјесто тога, имена су дата као Жовтневакија и Червоноармеискаја.
Од почетка до средине 1980-их година, дијелом због постепене кампање русификације Владимира Шчербицког и због све више русофоније Кијева, метро је такође почео да се мијења. Иако су станице задржале своје оригиналне украјинске наслове у предворјима, руски се појавио заједно са украјинским на зидовима и замјенио украјински у натписима и гласовним најавама. Станице које су биле отворене у овом периоду су и даље имале украјинска имена која су се појављивала уз руска на зидовима, али су сада сви украси на којима су били слогани постали двојезични. Такође, током овог времена, пракса мјешања украјинског у руски је напуштена, а те одабране станице су именоване у стандардном руском преводу.
Током Перестројке касних 1980-их година, двојезичност је постепено увођена у знакове и гласовне најаве у возовима. Прије 1991. године то је учињено са украјинским након руског, али након што је република прогласила независност у августу 1991. године, редосљед језика је промењен па сада украјински претходни руском. Након пада Совјетског Савеза крајем 1991. године, и знакови и гласовна саопштења су промјењени са двојезичног на само украјински као службени језик државе. Међутим, неке документације, али и на неким од украса и данас се налазе двојезични натписи.
Употреба енглеског језика на метро станицама Кијевског метроа почела је непосредно прије Европског фудбалског турнира 2012. године, а све станице метроа у Кијеву сада имају енглески са латиничном транслитерацијом на знаковима и званичним мапама. Енглески језик се користи за најаве доласка на станицу упоредо са украјинским језиком.

## Награде за Кијевски метро
- 2. августа 1977. године Кијевски метро је добио име В. И. Лењина.[193]
- 3. април 1981. године Кијевски метро је одликован орденом Радничке црвене заставе.[194]

## Историјат назива метро станица у Кијеву
Неке од подземних станица у Кијеву су преименоване прије и (у већој мјери) након што су завршене. Једина станица која је преименована током совјетског периода десила се 1977. године када је назив „Ploshcha Kalinina“ промјењен у „Ploshcha Zhovtnevoi Revolutsii“ за предстојећу 60. годишњицу Октобарске револуције.
Током 1990-их дошло је до више промјена, углавном у вези са станицама чији су називи били повезани са комунизмом. Дана, 15. октобра 1990. „Chervona Ploshcha” је постала „Kontraktova Ploshcha”, а „Prospekt Korniychuka” је постала „Оболон”. Напола изграђена метро станица, која је требало да се зове "Артема", преименована је у "Лукианивска". Дана 26. августа 1991. године, након проглашења независности Украјине, „Ploshcha Zhovtnevoi Revolutsii“ је постала позната као „Maidan Nezalezhnosti“. Године 1993. девет метро станица, од којих је већина носила комунистичку симболику у свом називу, добило је политички неутрална имена:
| Старо име                     | Ново име         |
| ----------------------------- | ---------------- |
| Zhovtneva (October)           | Beresteiska      |
| Dzerzhynska                   | Lybidska         |
| Chervonoarmiiska (Red Army)   | Palats "Ukraina" |
| Mechnykova (rather neutral)   | Klovska          |
| Pionerska (Pioneer)           | Lisova           |
| Bilshovyk (Bolshevik)         | Shuliavska       |
| Leninska                      | Teatralna        |
| Komsomolska                   | Chernihivska     |
| Lvivska (connotation neutral) | Lvivska Brama    |

Године 2011. „Републикански стадион“ је постао „Олимпијска“, у част предстојећег фудбалског турнира Евро-2012. Године 2018. „Петривка“ (названа по совјетском политичару Григорију Петровском) је преименована у „Почајна“ по ријеци која је некада текла у близини, како би била у складу са законима о декомунизацији из 2015. године.
Године 2022, као дио напора на дерусизацију након руске инвазије на Украјину, сљедеће станице су преименоване: Плошча Лава Толстохо („Трг Лава Толстоја“) у Плошча Украјинских хероја („Трг украјинских хероја“), Дружби Народив („Пријатељство нација“). “) до Звиринетске („Звиринец“), станице у изградњи Проспект Правди („Авенија Правде“) до Варшавске („Варшава“).

## Кијевски метро у култури
За 50. годишњицу метроа, Укрпошта је издала блок поштанских марака „50 година кијевског метроа“, који се састоји од четири марке:
- бр. 1082 „Лукјанивска метро станица“,
- бр. 1083 "Метро станица Дорогожичи",
- бр. 1084 "Изградња метроа",
- бр. 1085 „Модерни воз метроа“.[199]

- Поштанска арка СССР (30. април 1980. године)
- Поштанска марка објављена у част педесетогодишњице Кијевског метроа (22. јул 2011. године)
- Печат Совјетског Савеза, Завод Бољшевик (сада Шуљавска, Кијевска метро станица), 1965. године, ЦПА #3282
- Поштанска марка објављена у част педесетогодишњице Кијевског метроа (22. јул 2011. године)

## Биљешке
1. ↑  Подаци из "Одлука Кијевског савета народних посланика Управе града Кијева бр. 16/116 О враћању историјских имена (и) преименовању паркова културе и разоноде (и) станица метроа" (2. фебруар 1993. године)
2. ↑  New names for Kyiv metro station as selected by 170,000 voters in an online poll in May 2022 were Beresteiska ("Brest") to Buchanska ("Bucha"), Minska ("Minsk") to Varshavskа ("Warsaw"), Heroiv Dnipra ("Heroes of the Dnipro") to Heroiv Ukrainy ("Heroes of Ukraine"), Ploshcha Lva Tolstoho ("Leo Tolstoy Square") to Vasylіа Stusа ("Vasyl Stus"), and Druzhby Narodiv ("Friendship of Nations") to Botanichna ("Botanical").[198]